# 27 novembre 1963
Le mercredi 27 novembre 1963 est le 331e jour de cette même année de l'ère commune.

## Naissances
- Andrea Koppel, journaliste américaine ;
- Carole Vergnaud, pilote automobile française ;
- Christophe Lambert, gymnaste français ;
- Claudia Momoni, artiste italienne ;
- Dave Prichard, guitariste américain ;
- Ernestine Nyoka, vice-ministre congolaise du Budget ;
- Fisher Stevens, acteur américain ;
- José Gregorio Gómez, footballeur vénézuélien ;
- Linda Yaccarino, dirigeante américaine ;
- Micky Molina, acteur espagnol ;
- Natalia Fileva, femme d'affaires russe ;
- Olivier Douzou, écrivain français ;
- Roland Nilsson, footballeur suédois ;
- Thomas Bo Larsen, acteur ;
- Vladimir Machkov, acteur russe.

## Décès
- Edoardo Catto, footballeur italien (né le 23 septembre 1900) ;
- Germain Fried, écrivain, monteur, réalisateur et scénariste français (né le 15 mars 1905) ;
- Kikuji Ishimoto, architecte japonais (né le 15 février 1894) ;
- Louis Gros, personnalité politique française (né le 28 octobre 1873).

## Événement
- Sortie en salles françaises de cinéma du film Les Tontons flingueurs.